# Tatort: Leonessa
Leonessa ist ein Fernsehfilm aus der Krimireihe Tatort. Der vom SWR produzierte Beitrag wurde am 8. März 2020 im Ersten ausgestrahlt.
In dieser 1123. Tatort-Folge ermittelt die Ludwigshafener Kommissarin Lena Odenthal ihren 71. Fall, Johanna Stern in ihrem 12.

## Handlung
Hans Schilling, der Inhaber einer Westernkneipe, wird in einem Shopping-Center Oggersheims erschossen aufgefunden. Der junge Samir Tahan gehört zu Schillings regelmäßigen Kunden, er hat angeblich einen Schuss gehört und den Toten dann gefunden. Zu einem möglichen Täter kann er keine Angaben machen. Von Ehefrau Hanne Schilling erfahren die Kommissarinnen Odenthal und Stern, dass ihr Mann sich öfter mal im Milieu eingemischt habe, wenn dort etwas seiner Meinung nach nicht in Ordnung war. So fällt den Ermittlerinnen schnell auf, dass Samirs älterer Bruder Omar eine zweijährige Haftstrafe wegen eines bewaffneten Tankstellenüberfalls verbüßt hat. Die anonyme Anzeige könnte seinerzeit Schilling getätigt haben, aber Stern bezweifelt, dass sich die Tahan-Brüder erst nach Jahren dafür gerächt haben könnten. Bei Samir wurden bei der Erstuntersuchung auch keine Schmauchspuren nachgewiesen.
Odenthal und Stern werden auf die 15-jährige Vanessa Michel aufmerksam, die Stammgast in Schillings Kneipe ist und mit Samir befreundet zu sein scheint. Daneben ist Vanessa fast täglich mit dem gleichaltrigen Leon Grimminger unterwegs. Beide stammen aus recht zerrütteten Elternhäusern und sehen wenig Chancen für ihre Zukunft. Leon und Vanessa rücken immer mehr in den Focus der Ermittlungen, da sie offensichtlich ein Geheimnis haben. Das lüftet sich bald, denn sowohl Vanessa als auch Leon prostituieren sich. Bei seiner Sheriffmentalität wird Schilling das nicht geduldet haben. Beweise haben die Ermittlerinnen aber nicht und können sich nur mühsam durch das Geflecht von Ablehnung und Verschlossenheit der Jugendlichen hindurch tasten. Beim Versuch, die Prostitution von Leon und Vanessa zu beweisen, geht den Ermittlerinnen der angesehene Anwalt Lorenz ins Netz. Schilling hat bei seiner heimlichen Überwachung der Jugendlichen zahlreiche Fotos gemacht, die auch den Anwalt bei sexuellen Handlungen mit Vanessa zeigen. Für das Renommee des Mannes würde das Bekanntwerden das familiäre und berufliche Aus bedeuten. Lorenz erklärt allerdings, von den Fotos nichts gewusst zu haben und auch nicht erpresst worden zu sein.
Im Zuge der Ermittlungen finden sich Ungereimtheiten bei Samirs Aussage, da es zur Angabe der genauen Tatzeit eine Zeugin gibt. Sie betreibt ein Uhrengeschäft und kann deshalb sehr sicher den genauen Zeitpunkt des Schusses angeben. Damit ergibt sich ein Zeitfenster von 10 Minuten, bis der Notruf bei der Polizei einging. Samir wird deshalb noch einmal befragt und gibt an, vor Schock die ganze Zeit nur dagestanden zu haben. Auch von seinem Bruder wird er zur Rede gestellt, da dessen Waffe verschwunden ist und er befürchtet, dass Samir sie gestohlen hat.
Die Polizei kann Samir dabei stellen, wie er seine Pistole aus einem Versteck in der Toilette der Westernkneipe holen will. Er wird verhört und gibt am Ende an, sich vor Angst in die Hose gemacht zu haben, als er in den Saloon kam, um Schilling mit der Waffe seines Bruders zu töten, diesen aber bereits tot vorgefunden habe. Er sei auf die Toilette gegangen, um sich und die Kleidung zu waschen sowie seine Pistole zu verstecken, was die 10 Minuten Zeitdifferenz erklärt. Samir beteuert, nicht geschossen zu haben, obwohl er dies ursprünglich vorhatte, was auch der Grund für einen Streit mit Leon am Vortag gewesen sei.
Odenthal wird nun klar, was Leon bei ihren Unterredungen mit seinem Hinweis, er sei ein Lost Boy, gemeint hat. Zusammen mit ihrer Kollegin eilt sie zu ihm, kommt jedoch zu spät, denn er stürzt sich gerade vom Hochhaus. In seinen Erinnerungen erlebt er kurz zuvor den Mord an Schilling. Er wusste offenbar von dessen Waffe im Schrank hinterm Tresen. Er nahm sie heraus und ging schweigend auf den Wirt zu, um ihn zu erschießen.
Der Grund für Leons Tat wird nicht restlos geklärt, er ist aber wohl von Schilling der Prostitution „überführt“ worden und wollte mit dem Morde auch einer möglichen Tat von Samir zuvorkommen.

## Hintergrund
Der Film wurde vom 9. November 2018 bis zum 30. November 2018 in Ludwigshafen gedreht. Die Premiere erfolgte am 26. August 2019 auf dem Festival des Deutschen Films.
Die Dreharbeiten wurden in der Reportage 7 Tage … Tatort aus der Reihe 7 Tage beispielhaft für die Entstehung einer Tatort-Folge dokumentiert.

## Rezeption

### Kritiken
Tilmann P. Gangloff schrieb bei Tittelbach.tv: In Leonessa „steht die Kommissarin […] weniger im Mittelpunkt, ist aber physisch immer wieder äußerst präsent. Der Film erfüllt zwar die Rahmenbedingungen eines Krimis, aber Wolfgang Stauch (Buch) und Connie Walther (Regie) schwebte offenkundig vor allem ein Jugenddrama vor. Der Perspektivwechsel in Richtung der minderjährigen Verdächtigen, der spröde Realismus und die Bildgestaltung mit einer oft statischen, beobachtenden Kamera (Cornelia Janssen) unterstreichen den Fallstudiencharakter. Umso wirkungsvoller sind die Momente, in denen der Film optische Akzente setzt. Besonders effektvoll ist das in Zeitlupe gehaltene düstere Finale. Ungewöhnlich an diesem ‚Tatort‘ ist auch der Verzicht auf eine eigene Filmmusik.“
Auch die Augsburger Allgemeine sieht diesen Tatort als „Beinharte Milieustudie“. „Wie Gift breitet sich die Hoffnungslosigkeit im neuen Ludwigshafen-Tatort aus.“ „Der Fall polarisiert. Während die einen ‚Leonessa‘ als gelungene Sozialstudie sehen, bedient der Fall den anderen zu viele Klischees. Auch die Rolle von Lena Odenthal ist umstritten. Ungeteiltes Lob gibt es nur an einem Punkt: Die drei jungen Schauspieler Lena Urzendowsky (spielt Vanessa Michel), Michelangelo Fortuzzi (Leon Grimminger) und Mohamed Issa (Samir Tahan) sind eine Bereicherung für das deutsche Fernsehen.“
Christian Buß von Der Spiegel wertete: „Nichts gegen austickende Ermittlerinnen, aber die flächendeckende Wut von Old Odenthal in Old Oggersheim schiebt sich immer stärker vor das eigentlich detailgetreue Ausbeutungsverhältnis im Plattenbauszenario. Ego-Show im Elendsreport – geht gar nicht.“
Bei der Stuttgarter Zeitung urteilte Adrienne Braun: „Die Kommissarinnen sind mit Herzblut im Einsatz, weil ihnen das Schicksal der Jugendlichen zusetzt. Ein wenig mehr Krimi und etwas weniger Sozialdrama hätte es aber doch sein dürfen.“

### Einschaltquote
Die Erstausstrahlung von Leonessa am 8. März 2020 wurde in Deutschland von 8,22 Millionen Zuschauern gesehen und erreichte einen Marktanteil von 23,9 Prozent für Das Erste.